# Gaetano Scirea
Gaetano Scirea (pronunciación en italiano: /[ɡa.eˈtaːno ʃʃiˈrɛːa]/; Cernusco sul Naviglio, Italia, 25 de mayo de 1953-Babsk, Polonia, 3 de septiembre de 1989) fue un jugador de fútbol italiano que está considerado, junto con Franz Beckenbauer (quien implementó la posición: defensor de última línea durante la década de 1970 como parte del esquema táctico 3-5-2) y Franco Baresi, como uno de los mejores defensores en la historia del fútbol mundial (y junto a este último, el mejor líbero en la historia del fútbol italiano), tanto por su calidad técnico-táctica (el solo hecho de no haberle dejado participar ni un solo minuto durante el Mundial de 1982 a Baresi, también seleccionado por Bearzot, es un indicador), como por su caballerosidad deportiva y humana, la cual fue reconocida y admirada por los jugadores adversarios e incluso por los simpatizantes de los acérrimos clubes rivales.
Falleció a la edad de 36 años en un accidente automovilístico. Estaba casado con Mariella Cavanna; juntos tuvieron un hijo, Riccardo. Mariella se convirtió en política después de la muerte de su marido.

## Trayectoria

### Comienzos

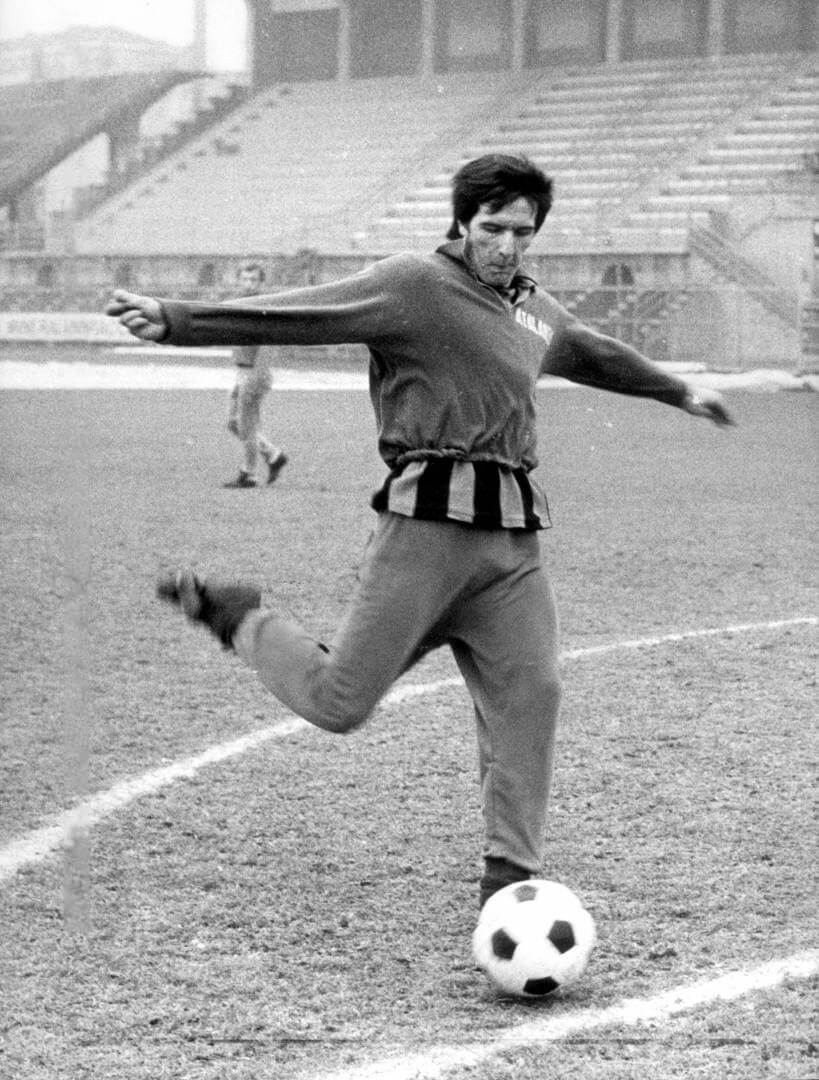
Scirea entrenando con Atalanta a principios de 1970.

Nació en Lombardía pero era de origen siciliano. Comenzó su carrera en 1972 en Atalanta BC de Bérgamo (se inició en las divisiones inferiores de dicho club) como delantero, debutando en la Serie A un 24 de septiembre del mismo año ante el Cagliari. En dicho club jugó 58 partidos durante 2 temporadas y marcó un gol.

### Paso a la Juventus y éxito mundial
Llegó a la Juventus, a pedido del exjugador checo Čestmír Vycpálek -entrenador del club- en 1974.
En la Vecchia Signora, donde adoptó la posición de líbero en reemplazo de Sandro Salvadore, hizo historia como líder de “La Cortina de Hierro” bianconera (una de las mejores líneas defensivas de la historia del fútbol mundial conformada por los también seleccionados nacionales Claudio Gentile, Francesco Morini y Antonello Cuccureddu -relevado con Trapattoni por Antonio Cabrini-, fundamentales en la imbatibilidad de la Juve en Serie A de 903 minutos –actual segundo mejor récord de la misma Serie en Italia- y de la Nazionale de 1.143 minutos en partidos oficiales), jugando 552 partidos (récord en la entidad; 397 partidos en la Serie A) durante 14 temporadas, anotando 24 goles.
Ejerciendo la capitanía del primer equipo, conquistó todos los títulos posibles a nivel de clubes en el mundo (para un total de 14 en su carrera). Por su caballerosidad deportiva y liderazgo está considerado por los aficionados del club como el mejor exponente del famoso Stilo Juve después del célebre delantero italiano Giampiero Boniperti.

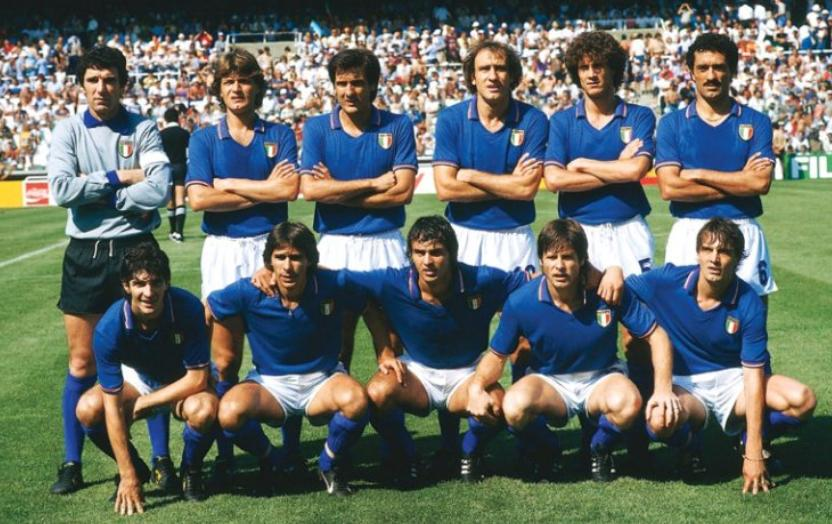
Scirea con la Nazionale en el Mundial de 1982.

Con la selección italiana (nutrida fundamentalmente de jugadores de la Juve, su columna vertebral, durante “El Ciclo Legendario” a mediados de 1970) debutó ante Grecia el 30 de diciembre de 1975. Participó, ya como pieza fundamental del proceso de Enzo Bearzot, en 3 Copas del Mundo; Argentina 1978 (donde seleccionado se unicó en el cuarto lugar de la clasificación general), España 1982 y México 1986 (octavos de final contra Francia) y en la Eurocopa de 1980 (Italia se clasificó 4.ª en la general).

Con 78 partidos disputados como internacional, y 2 goles anotados, vivió su consagración definitiva en el Mundial de España, en el que lideró excepcionalmente desde la defensa al seleccionado que conquistó el título tras un comienzo lleno de incertidumbre. Su último partido con la selección fue en el Mundial de México, ante la selección francesa, el 17 de junio de 1986.
Tras su retiro como jugador profesional en 1988 -con la Juve-, ejerció como observador de jugadores para el club turinés hasta su fallecimiento en un accidente automovilístico en Skierniewice (Polonia) el 3 de septiembre de 1989.
Scirea es uno de los únicos 5 futbolistas en la historia del fútbol (junto a sus excompañeros Stefano Tacconi, Antonio Cabrini y Sergio Brio y al holandés Danny Blind) que han conquistado todos los títulos nacionales e internacionales posibles (los trofeos reconocidos por la UEFA y la FIFA) a nivel de club. Además, junto a los futbolistas antes mencionados, es uno de los únicos 9 jugadores en la historia del fútbol europeo que han conquistado el Grand Slam (es decir, las 3 principales competiciones europeas). Entre ellos destaca la presencia de 6 juventinos (los 3 nombrados junto a Marco Tardelli y Gianluca Vialli).

### Fallecimiento
En el verano de 1989 Scirea visitó Polonia en calidad de observador para ver un encuentro del Górnik Zabrze, contra el cual la Juventus jugaría en la Copa de la UEFA. El 3 de septiembre de 1989, el automóvil que lo llevaba chocó de frente con un camión cerca de Babsk. Al parecer el Polski Fiat 125p en el que viajaba acompañado de un conductor local, un intérprete y un gerente del Górnik realizó una arriesgada maniobra de adelantamiento y se estrelló contra una camioneta agrícola que venía en dirección contraria. El auto llevaba cuatro tanques de gasolina en su interior (una práctica común en Polonia en ese momento, debido a que era frecuente la escasez de combustible), los cuales explotaron en el impacto, matando a Scirea y a dos de los tres pasajeros restantes. Scirea murió por las quemaduras en el hospital, tenía 36 años y alrededor de un año de haberse retirado como futbolista activo (apenas dos días después de que otro accidente de coche mortal se cobrara la vida de otra estrella del fútbol internacional, el polaco Kazimierz Deyna).

## Selección nacional
Fue internacional con la selección de Italia y llegó a ser capitán durante un año (1985-1986), disputó un total de 58 partidos en los que convirtió 2 goles. 
Scirea fue pieza clave durante más de una década en la selección italiana, con la cual tuvo impresionantes registros (como el récord de imbatibilidad de 1.143 minutos en partidos oficiales), con la Nazionale disputó tres Copas del Mundo, Argentina 78, España 82 y México 86, siendo su mayor éxito la consagración en 1982 donde fue pieza para el título italiano, también disputó la Eurocopa 1980.

### Participaciones en Copas del Mundo
| Mundial                        | Sede      | Resultado        |
| ------------------------------ | --------- | ---------------- |
| Copa Mundial de Fútbol de 1978 | Argentina | Cuarto puesto    |
| Copa Mundial de Fútbol de 1982 | España    | Campeón          |
| Copa Mundial de Fútbol de 1986 | México    | Octavos de final |

### Participaciones en Eurocopa
| Eurocopa      | Sede   | Resultado     |
| ------------- | ------ | ------------- |
| Eurocopa 1980 | Italia | Cuarto puesto |

## Clubes
| Club           | País   | Año       |
| -------------- | ------ | --------- |
| Atalanta B. C. | Italia | 1972-1974 |
| Juventus F. C. | Italia | 1974-1988 |

## Palmarés

### Torneos nacionales
| Título      | Club           | País   | Año     |
| ----------- | -------------- | ------ | ------- |
| Serie A     | Juventus F. C. | Italia | 1974-75 |
| Serie A     | Juventus F. C. | Italia | 1976-77 |
| Serie A     | Juventus F. C. | Italia | 1977-78 |
| Copa Italia | Juventus F. C. | Italia | 1978-79 |
| Serie A     | Juventus F. C. | Italia | 1980-81 |
| Serie A     | Juventus F. C. | Italia | 1981-82 |
| Copa Italia | Juventus F. C. | Italia | 1982-83 |
| Serie A     | Juventus F. C. | Italia | 1983-84 |
| Serie A     | Juventus F. C. | Italia | 1985-86 |

### Torneos internacionales
| Título                       | Club                | Sede     | Año     |
| ---------------------------- | ------------------- | -------- | ------- |
| Copa de la UEFA              | Juventus F. C.      | Bilbao   | 1976-77 |
| Copa Mundial de Fútbol       | Selección de Italia | España   | 1982    |
| Recopa de Europa             | Juventus F. C.      | Basilea  | 1983-84 |
| Supercopa de Europa          | Juventus F. C.      | Turín    | 1984    |
| Liga de Campeones de la UEFA | Juventus F. C.      | Bruselas | 1985    |
| Copa Intercontinental        | Juventus F. C.      | Tokio    | 1985    |

### Distinciones individuales
| Distinción                       | Año  |
| -------------------------------- | ---- |
| Equipo del Torneo de la Eurocopa | 1980 |

## Curiosidades
- Tras el fallecimiento de ‘Gai’ (diminutivo con el que el jugador fue conocido en Italia), la Sociedad en común acuerdo con los tifosi bianconeri (los partidarios del club turinés), en homenaje a su trayectoria en el club y en el seleccionado nacional, rebautizó la Curva Sud (Tribuna Sur) del Stadio Dell’Alpi como La Curva Gaetano Scirea;[5] así como su nombre ha estado vinculado desde entonces a muchos campeonatos juveniles de prestigio[6] a nivel nacional e internacional, a premios al fair-play y a premios en honor a la trayectoria deportiva.[7] Su esposa Mariella fue miembro del Consiglio d’Amministrazione (C.d.A) de la Vecchia Signora durante los 2 años siguientes (hasta 1991).
- La victoria de la Juventus en la Copa de la UEFA de 1990 fue dedicada a su memoria.
- En el año 2005 el exentrenador en la selección italiana, Enzo Bearzot, propuso el retiro de la camiseta número 6 (de la Nazionale y de la Juventus) en homenaje a su trayectoria,[8] pedido que fue rechazado por la FIFA (el número fue heredado por Franco Baresi).
- En una encuesta entre los partidarios de la Juventus en 1997, Gaetano Scirea fue nombrado como el Jugador Juventino del Siglo XX.
- Durante los mundiales –siempre como líbero- usó los dorsales número 8 (1978); 7 (1982) y 6 (algunos partidos de 1986), números generalmente asignados para un jugador que cumple funciones ofensivas.[1]
- Fue nombrado mejor defensor en el mundial de España 1982.[9]
- El Comune di Torino (Municipio de Turín) ha renombrado una avenida de la ciudad como "Vía Gaetano Scirea" el 12 de mayo del 2008.[10]